# Pipitka (Volovské vrchy)
Pipitka je nejvyšším vrcholem stejnojmenného podcelku Volovských vrchů. Měří 1225 m.
Vypíná se přímo nad obcí Úhorná v hlavním hřebeni podcelku. Severním svahem vrchu prochází červeno-značená Cesta hrdinů SNP z Úhornianskeho sedla (999 m) na vrch Osadník (1186 m).